# Malechov
Malechov je místní částí obce Dolany v okrese Klatovy v Plzeňském kraji. V roce 2011 zde trvale žilo 108 obyvatel.

## Historie
První písemná zmínka o vesnici pochází z roku 1350.
V letech 1914–1927 zde působil spolek divadelních ochotníků (Soupis podání českých ochotnických divadelních spolků z let 1856–1948 je uložen v Národním archivu v Praze).

### Malechov 80 a 81
V létě 1980 a 1981 se v Malechově v soukromém domě konalo sympózium výtvarných umělců, mezi něž patřili například Michal Baumbruck, Michal Blažek, Luboš Fidler, James Janíček, Jessica Langfordová, Čestmír Suška, Naděžda Rawová, Tomáš Ruller, Jiří Sýkora, Adriena Šimotová, Jasan Zoubek, Václav Žmolík či Jiří Zběžek. Akce nazvané Malechov 80 a Malechov 81 započaly sérii neoficiálních vystoupení českých umělců osmdesátých let.

## Obyvatelstvo
| Rok            | 1869 | 1880 | 1890 | 1900 | 1910 | 1921 | 1930 | 1950 | 1961 | 1970 | 1980 | 1991 | 2001 | 2011 | 2021 |
| -------------- | ---- | ---- | ---- | ---- | ---- | ---- | ---- | ---- | ---- | ---- | ---- | ---- | ---- | ---- | ---- |
| Počet obyvatel | 241  | 234  | 253  | 250  | 240  | 244  | 249  | 171  | 206  | 170  | 138  | 123  | 115  | 108  | 125  |
| Počet domů     | 31   | 32   | 34   | 34   | 36   | 37   | 41   | 45   | 58   | 45   | 38   | 44   | 48   | 49   | 52   |

## Obecní správa
Při sčítání lidu v letech 1850–1963 Malechov byl samostatnou obcí v okrese Klatovy. Od roku 1964 je částí obce Dolany v okrese Klatovy. V letech 1850–1963 k obci patřil Výrov.

## Pamětihodnosti
- Venkovské usedlosti čp. 7 a 24
- Socha svatého Jana Nepomuckého
- Na vrchu Malechovská hůrka se dochovaly pozůstatky malechovského hradiště z pozdní doby halštatské.[10]
- Na katastrálním území vesnice se nachází přírodní rezervace Bělč.

## Galerie

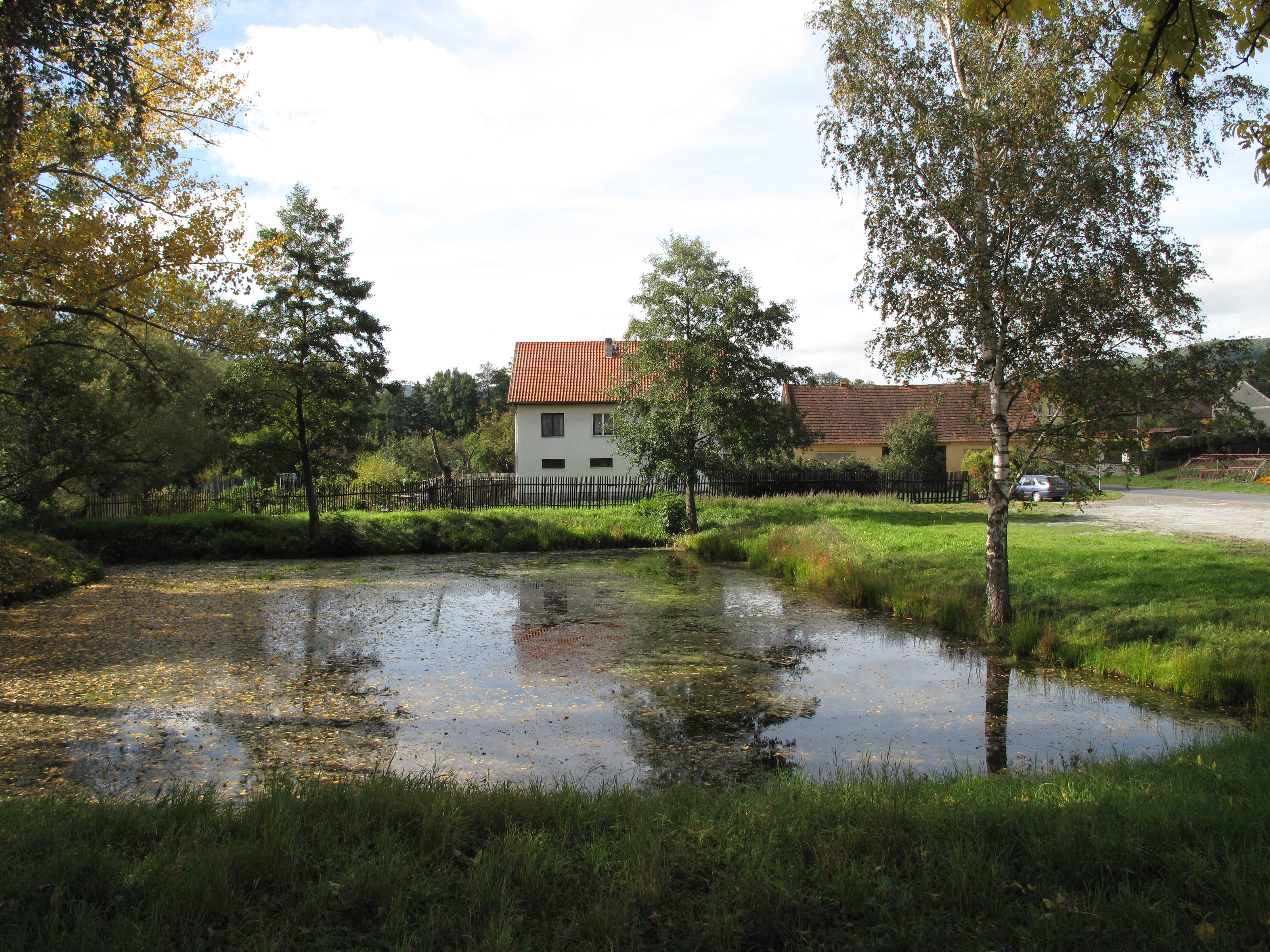
Vodní nádrž
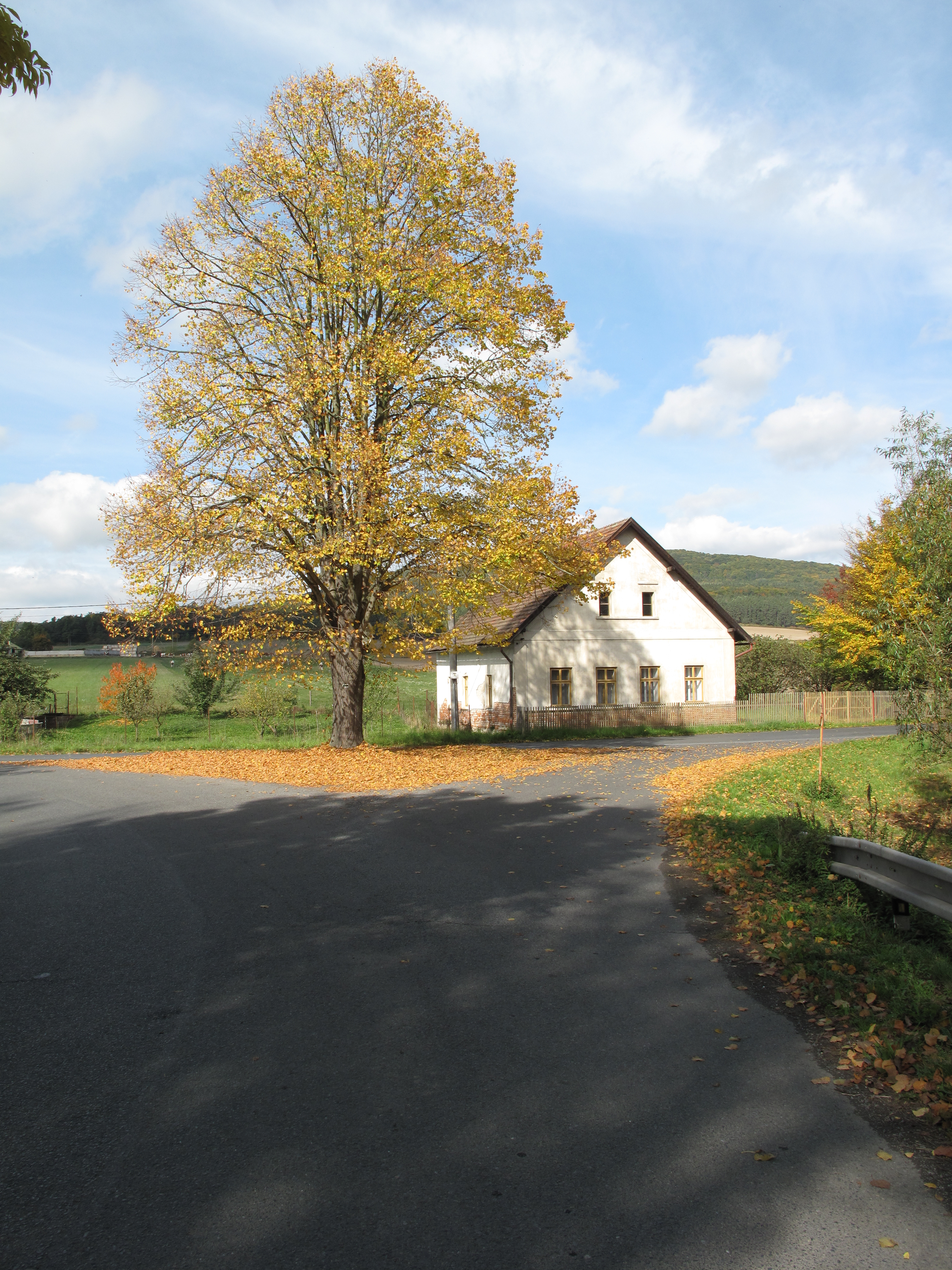
Lípa
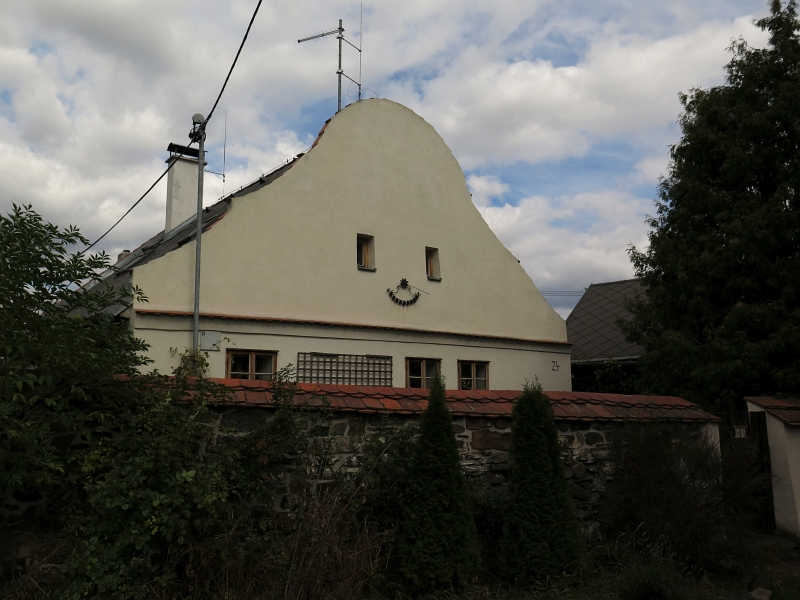
Usedlost čp. 24
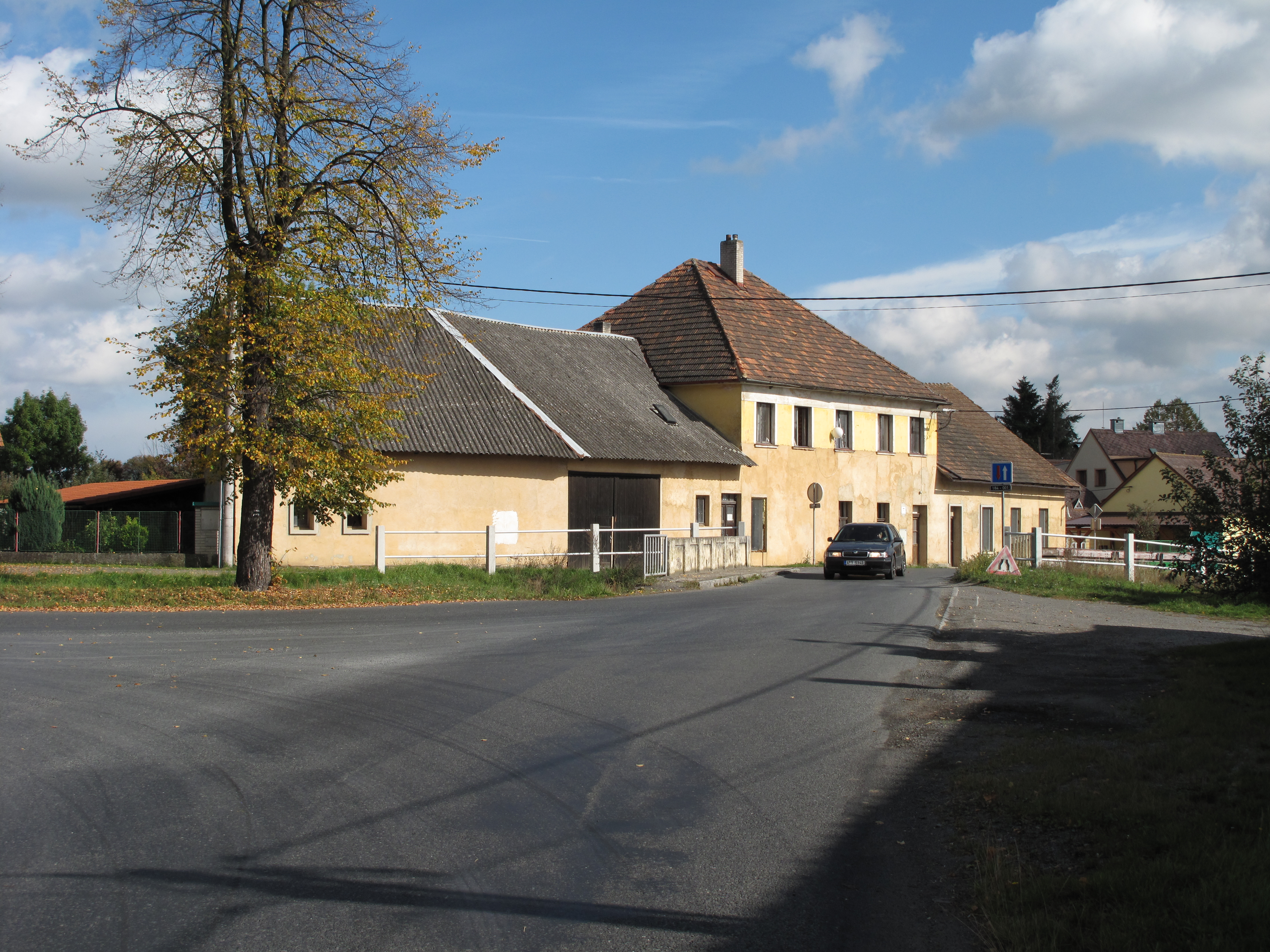
Místo konání akce Malechov 80 a 81